# Jaime St. James
Jaime St. James, all'anagrafe James Pond St. James (Portland, 1960), è un cantante heavy metal statunitense noto per essere il frontman dei Black 'N Blue e per aver militato per un breve periodo nei Warrant.

## Biografia
Iniziò la sua carriera musicale all'epoca delle scuole superiori a Portland, Oregon, dove con i suoi compagni di classe Dan Kurth, Barry Pendergrass, e Ray Malsom formò una band isiprata allo stile dei Molly Hatchet, chiamata "Jet" (da non confondere con l'omonima e più recente band australiana). Guadagnarono una certa fama nell'area di Portland.
Successivamente St.James suonò in altre band, come i Freight Trane Jane, The Glorious Things e soprattutto i Black N' Blue con cui guadagnò popolarità. Attualmente il nuovo chitarrista dei Kiss è Tommy Thayer, che suonava con St. James nei Black N' Blue.
Jaime St. James suonò anche la batteria in una tribute band dei Kiss chiamata "Cold Gin", nel ruolo di Peter Criss. Anche Tommy Thayer suonò nei Cold Gin, nel ruolo del chitarrista solista Ace Frehley. Tuttavia esista un'altra tribute band dei Kiss con l'omonimo nome.
Egli scrisse con Gene Simmons e Scott Van Zen il brano "In My Head", che appare nell'album Carnival of Souls: The Final Sessions del 1997.
Nel 2004 St. James entra nei Warrant a sostituzione di Jani Lane, con cui incide l'album Born Again nel 2006. Nel 2008 abbandonerà i Warrant per lasciare spazio al leader storico Jani Lane, ritornando nei Black N' Blue.

## Discografia

### Con i Black 'N Blue

#### Album studio
- 1984 - Black 'N Blue
- 1985 - Without Love
- 1986 - Nasty Nasty
- 1988 - In Heat
- 2011 - Hell Yeah!

#### Live
- 1998 - One Night Only
- 2002 - Live in Detroit - 1984

#### Raccolte
- 2001 - The Demos Remastered: Anthology 1
- 2001 - Ultimate Collection
- 2005 - Collected (Box Set)
- 2007 - Rarities

### Con i Warrant
- 2006 - Born Again

### Altri album
- Ted Nugent - Little Miss Dangerous (1986)
- Malice - License to Kill (1987)
- Keel - The Final Frontier (1986)
- Keel - Keel (1987)
- Keel - Larger than Live (1989)
- Gunshy	- Mayday (1995)
- St. James - Americanman (2001)
- Liberty N'Justice - Independence Day (2007)
- Keel - Streets of Rock 'N' Roll (2010)